# Once (ballet)
Pour les articles homonymes, voir Once.
Once est une œuvre de danse contemporaine de la chorégraphe belge Anne Teresa De Keersmaeker, créée en 2002 à Bruxelles, pour une danseuse solo, elle-même, sur une musique de Joan Baez datant de 1963. Once marque le retour de la chorégraphe au rôle de danseuse.

## Historique

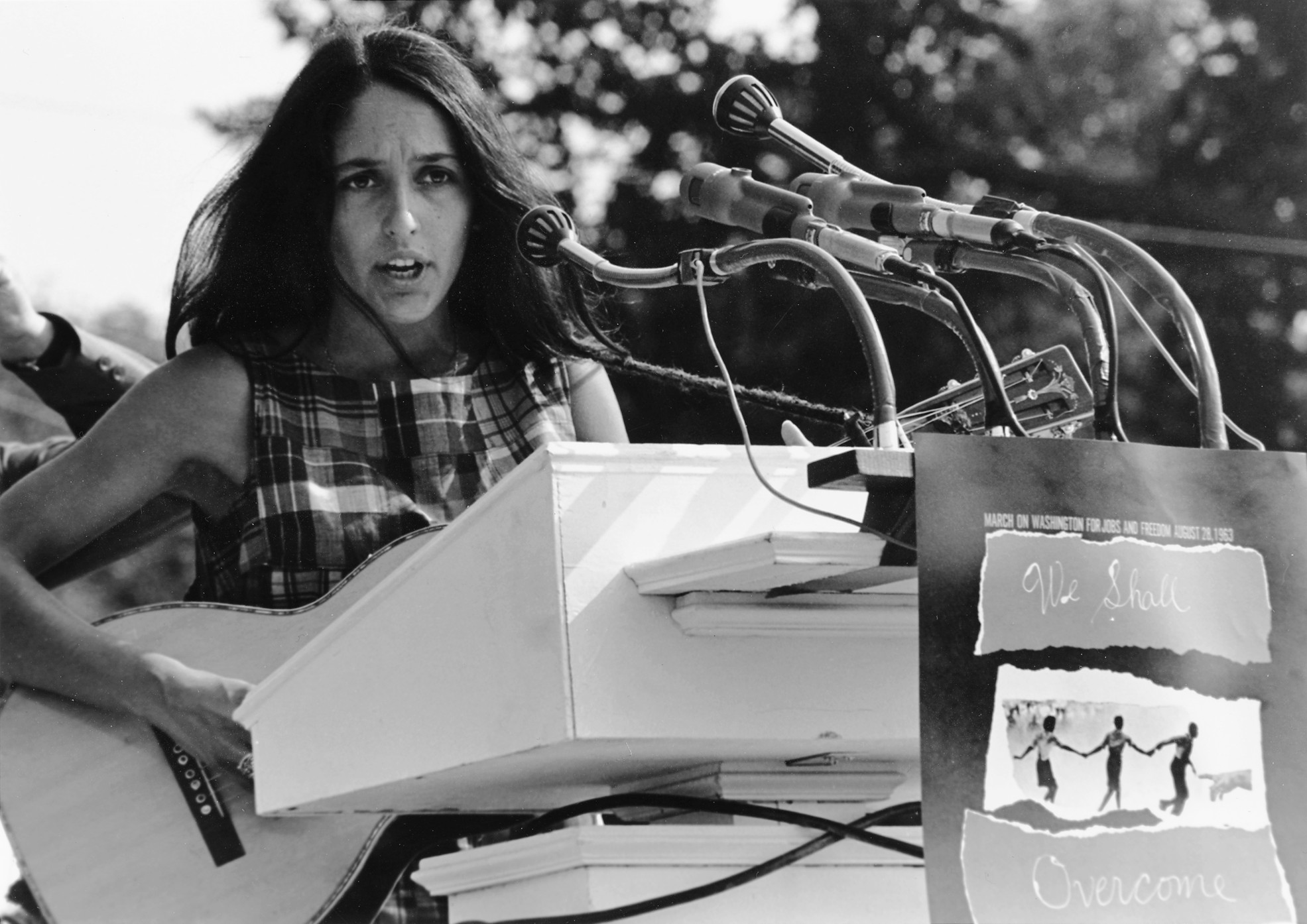
Joan Baez en mai 1963, lors des concerts en soutien du mouvement pour les Droits civiques.

Once d'Anne Teresa De Keersmaeker marque son retour à l'exécution de la danse, après vingt années d'écriture, ponctuellement entrecoupées par sa participation aux représentations de Fase datant de 1982. La pièce est également liée à la célébration des vingt ans de la Compagnie Rosas.
Cette pièce est écrite sur la musique du célèbre enregistrement, Joan Baez in Concert, Part 2, de la série de concerts donnés par Joan Baez en 1963 lors de sa participation à la défense des Droits civiques pour les Noirs américains aux États-Unis. De Keersmaeker a découvert ce disque chez ses parents en 1967 et restera longtemps marquée par les mélodies et la pochette du vinyle. La musique de Joan Baez et de Bob Dylan, en particulier avec la chanson With God on Our Side, ainsi que l'utilisation de la musique The Battle Hymn of the Republic et d'images de guerre tirées du film Naissance d'une nation (1915) feront également référence à la politique américaine et à la Guerre en Irak lors des représentations faites de 2003 à 2005 dans le monde, notamment aux États-Unis,. Cependant, cette œuvre intimiste est avant tout très fortement liée dans l'esprit d'Anne Teresa De Keersmaeker à la musique de Joan Baez, aux échos de sa propre enfance, et à l'histoire d'amour entre Baez et Dylan.
Le titre de l'œuvre est directement inspiré de la première chanson de l'album de Joan Baez, intitulée Once I Had a Sweetheart.

## Structure
La pièce commence sur un silence de 15 minutes durant lequel Anne Teresa De Keersmaeker exécute lentement les gestes qui constitueront la suite de sa pièce. Elle donne à voir les futurs mouvements. Elle se présente ensuite face au public, montre la pochette du vieil album de Joan Baez, et le met sur un vieux pick-up. La chorégraphie se met alors en place pour une heure, au rythme des dix-sept chansons de l'album, entrecoupée par quelques projections sur le mur du fond et sur son corps d'images du film Naissance d'une nation. Le spectacle se termine sur la chanson de Bob Dylan, With God on Our Side, dont les paroles incitent au pacifisme.

## Accueil critique
Once fut reçu  positivement par les critiques et le public en France lors de ses représentations au Théâtre de la Ville, en Angleterre, au Canada, mais fut beaucoup plus froidement reçu par certains critiques aux États-Unis lors des représentations au Joyce Theater de New York en novembre 2005. Cette pièce fut notamment taxée d'« exercice d'anti-américanisme primaire typiquement européen » et d'œuvre « typiquement européenne, chargée de création artistique sur-intellectualisée ».

## Fiche technique
- Chorégraphie : Anne Teresa De Keersmaeker
- Assistance chorégraphique : Marion Ballester
- Danseuse : Anne Teresa De Keersmaeker seule
- Musique : Joan Baez album Joan Baez in Concert, Part 2 (1963)
- Scénographie (décors et lumières) : Jan Joris Lamers
- Costumes : Anke Loh
- Production : Compagnie Rosas, La Monnaie de Bruxelles, l'Opéra de Rouen.
- Première : 27 novembre 2002 au Performance Space de la Compagnie Rosas à Bruxelles[1]
- Représentations : environ une quarantaine de par le monde
- Durée : 75 minutes